# Василиоглу, Константин Константинович
Константин Константинович Василиоглу (гаг. Konstantin Vasilioglu; 27 февраля 1938, Александровка, жудец Четатя-Албе — 10 января 2014, Кишинёв) — гагаузский поэт и писатель, педагог, автор учебников гагаузского языка.

## Биография
Родился 28 февраля 1938 года в селе Александровка (в нынешнем Болградском районе Одесской области). Закончил Александровскую семилетнюю школу, затем школу в соседнем селе Огородное на базе 10 классов. После школы поступил в Кагульское педагогическое училище; окончив его в 1958 году, переехал в Кишинёв, где проходил 2-х месячные курсы гагаузского языка и познакомился с Д. Н. Танасоглу, Н. Г. Танасоглу, К. Крецу. В 1965 году окончил филологический факультет Тираспольского института.
В 1957—1961 годах обучал детей гагаузскому языку, а затем, русскому языку и литературе в селе Бешгиоз.
Ещё будучи студентом Кагульского педагогического училища был вовлечён в творческую жизнь гагаузской интеллигенции и начинает писать первые стихи на гагаузском языке. Первые его произведения были опубликованы в знаменитом сборнике «Буджактан сесляр» («Буджакские голоса»).
С 1980 года был внештатным, затем штатным корреспондентом Чадыр-Лунгской газеты «Знамя».
В 1990 году, имея богатый педагогический опыт за плечами, был принят на работу в Научно-исследовательский институт педагогики и психологии Республики Молдова. Будучи сотрудником НИИ принимает активное участие в составлении гагаузского алфавита на основе латинской графики, учебных программ по гагаузскому языку и литературе, учебников для учащихся учебных заведений с гагаузским языком обучения.
В 1992 году были изданы учебные пособия для начальной школы: «Читаем по-русски», «Русский язык», «Беним илк кийадым».
В 1993 году появилась необходимость перехода на латинскую графику. Старший научный сотрудник Константин Василиоглу принимал участие в составлении латинского алфавита, «Правил орфографии и пунктуации гагаузского языка». Ему было поручено составление учебных программ по гагаузскому языку.
В 1995 году вышли в свет «Правила», составленные на основе проектов Академии наук Молдавии и Комратского государственного университета. Были изданы учебники, программы по гагаузскому языку для первых четырёх классов обучения, и «Гагаузская азбука в рисунках», плакаты и раздаточные карточки.
В 1996 году в издательстве «Лумина» появился на свет «Словарь в картинках».
В 1997 году вышли «Artık kendim okuyêrım» для 1-го класса и хрестоматия для детских садов «Benim ilkkiyadım».
28 апреля 1998 года Константину Константиновичу Василиоглу было присвоено звание «Почётный гражданин Гагаузии» за большой вклад в развитие гагаузской филологии, национальной культуры, создание учебников для гагаузских школ.
В 1999 году вышли учебники «Ana Dili» для 3-4 классов которые были впоследствии переизданы с 2004 по 2017 года.
В 2000-х годах появились учебники «Yıldızçık» (1 класс), «Gök kuşaa» (2 класс), «Gagauz dili hem literaturaokumakları» для 5-9 классов в соавторстве с Игнатом и Николаем Бабоглу.
В последние годы Константин Василиоглу издавал несколько сборников своих стихов.
Скончался 10 января 2014 года в Кишинёве в возрасте 75 лет.